# Bättre sex
Bättre sex är ett svenskt livsstilsprogram som hade premiär på Viaplay och TV3 den 25 februari 2025. Programledare är Carina Berg och Carolina Gynning. Programmet produceras av Nexiko med Patrik Vestman som producent. Exekutiva producenter på Viaplay är Johan Wennberg och Sanna Andersson.
I serien ska Berg och Gynning utforska en rad frågeställningar. Bland annat: Hur funkar nakenyoga, hur står det till med orgasmglappet och vilken är Sveriges sexigaste dialekt?